# Arlequin (Degas)
Pour les articles homonymes, voir Arlequin (homonymie).
Arlequin est le thème de plusieurs œuvres d'Edgar Degas.

## Contexte, description, analyse
En dehors des œuvres parfaitement contextualisées par leur titre comme le Portrait de Mlle Fiocre dans le ballet « La Source » ou les deux versions de la scène du ballet de l'opéra de Giacomo Meyerbeer, Le Ballet de « Robert le Diable » (1871) et Le Ballet de « Robert le Diable » (1876), les ballets ou les opéras semblent pour la plupart indéterminés dans les tableaux d'Edgar Degas. Cependant, Jean Sutherland Boggs en identifie plusieurs autres : une scène du ballet La Farandole sur un éventail du même titre en 1879, une scène du ballet de Siegfried sur un autre éventail en 1885, une scène du ballet Yedda dans le tableau Dancer at the Footlights en 1885, une scène du ballet du Roi de Lahore dans le tableau Danseuse au bouquet, saluant sur la scène en 1878, une scène de L'Africaine dans le pastel sur monotype Aria après le ballet,, le final du chœur du premier acte de Don Giovanni dans Les Choristes en 1877, ou encore le « Trio des masques » du même Don Giovanni. Les dates de réalisation des tableaux sont parfois antérieures à l'entrée des œuvres au répertoire de l'Opéra de Paris et il faut dans ce cas chercher ailleurs la source d'inspiration de Degas qui a pu les voir sur d'autres scènes.
C'est le cas du ballet d'action Les Jumeaux de Bergame, représenté pour la première fois le 26 janvier 1886 à l'Opéra Garnier mais créé au cours de l'été 1885 au Grand Casino de Paramé où Degas a pu voir les répétitions en costumes qui ont inspiré les premiers de la série des huit pastels représentant Arlequin datés de 1884 et 1885 et complétés vers 1890. L'ensemble a été dispersé, rapidement vendu et revendu.
L'un des pastels de 1884, titré Arlequin et Colombine, et mesurant 41 × 41 cm, s'est retrouvé dans les collections privées du banquier et mécène allemand Robert von Mendelssohn (de) réunissant plusieurs œuvres d'impressionnistes comme L'Allée dans le jardin de Claude Monet ou la Femme à la fourrure (de) d'Édouard Manet. Il a été revendu par l'intermédiaire du marchand d'art autrichien Otto Schatzker (de) à la Galerie du Belvédère à Vienne en Autriche.
Il existe un autre tableau peint par Degas à la même époque (entre 1886 et 1890), également titré Arlequin et Colombine, une huile sur bois de 32,4 × 23,2 cm, conservé au musée d'Orsay.
Degas a peint plus précisément l'un des pastels de 1884-1885, d'une dimension de 47,5 × 78,7 cm représentant Arlequin bastonnant son rival qui n'est autre que son jumeau dissimulé dans un sac, à l'attention de son amie Hortense Valpinçon et le lui a offert à l'occasion de son mariage avec Jacques Fourchy en 1885. Il se trouve dans la collection Hart. Un autre Arlequin présentant la même scène et mesurant 63 × 56 cm est conservé par l'Art Institute of Chicago.
Un pastel daté de 1890, de 52 × 63 cm, titré La Danse d'Arlequin, est conservé au musée national de beaux-arts de Buenos Aires en Argentine.
Degas s'est inspiré en 1884-1885 de la danseuse jouant le rôle d'Arlequin dans la pantomime Les Jumeaux de Bergame, Marie Sanlaville, première danseuse de l'Opéra de Paris, créatrice à Paramé du rôle qu'elle reprend à Garnier, pour son Étude pour une danseuse en Arlequin, statuette de bronze de 31 cm de haut fondue par Adrien-Aurélien Hébrard. Le bronze est conservé par le musée d'Orsay et l'original en cire fait partie de la collection Paul Mellon à la National Gallery of Art de Washington.

## Voir aussi

Edgar Degas, Étude pour une danseuse en Arlequin, bronze (musée d'Orsay, 1884-1885)
Degas, Arlequin et Colombine (Degas, Orsay), huile sur bois (musée d'Orsay, vers 1884)
Degas, Arlequin (Degas, Valpinçon), pastel (Collection Hart, 1884-1885)
Degas, Arlequin (Degas, Chicago), pastel (Art Institute of Chicago, 1884-1885)
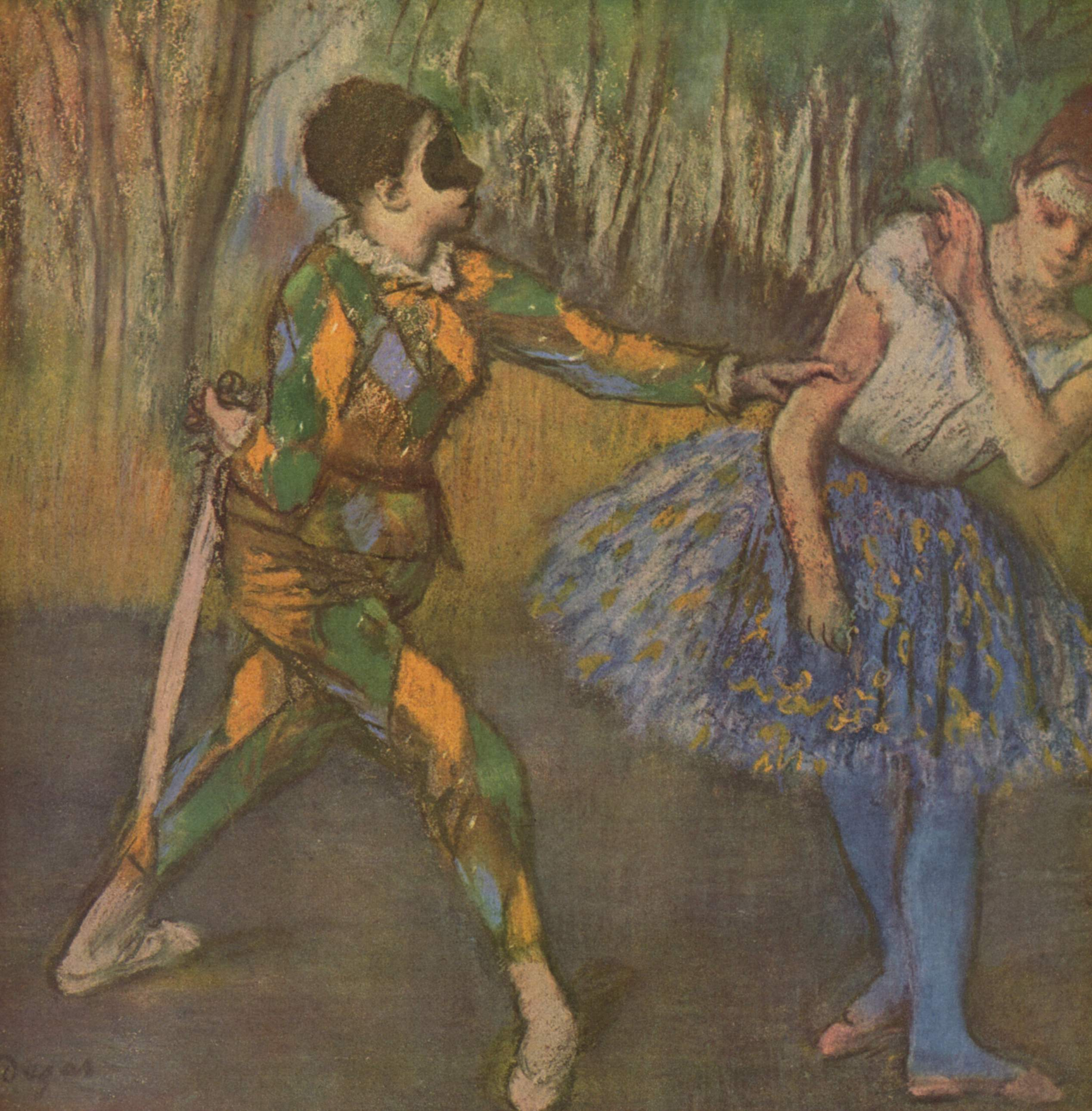
Degas, Arlequin et Colombine (Degas, Belvédère), pastel (Galerie autrichienne du Belvédère, vers 1884)
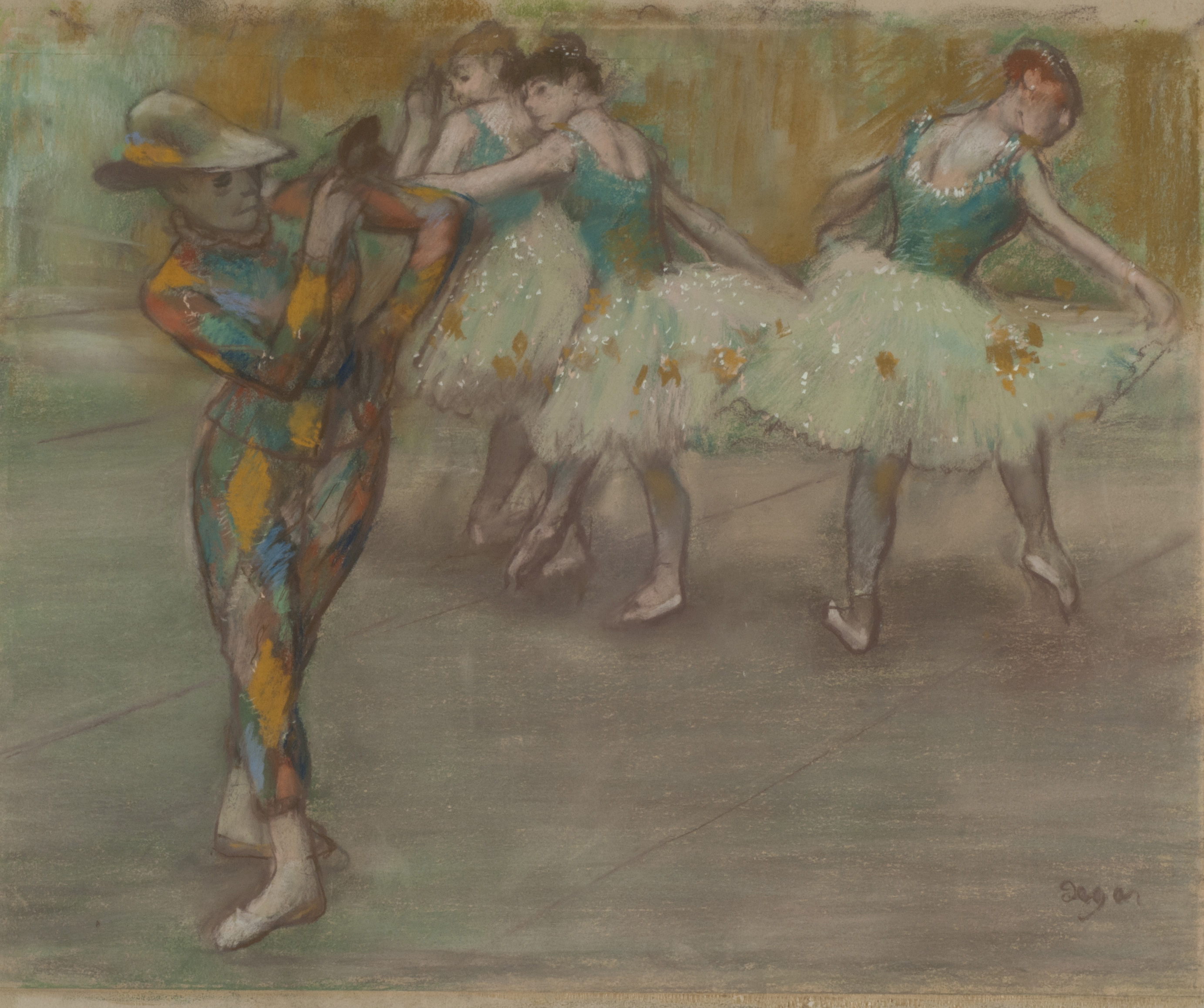
Degas, La Danse d'Arlequin, pastel (musée national des beaux-arts d'Argentine, vers 1890)

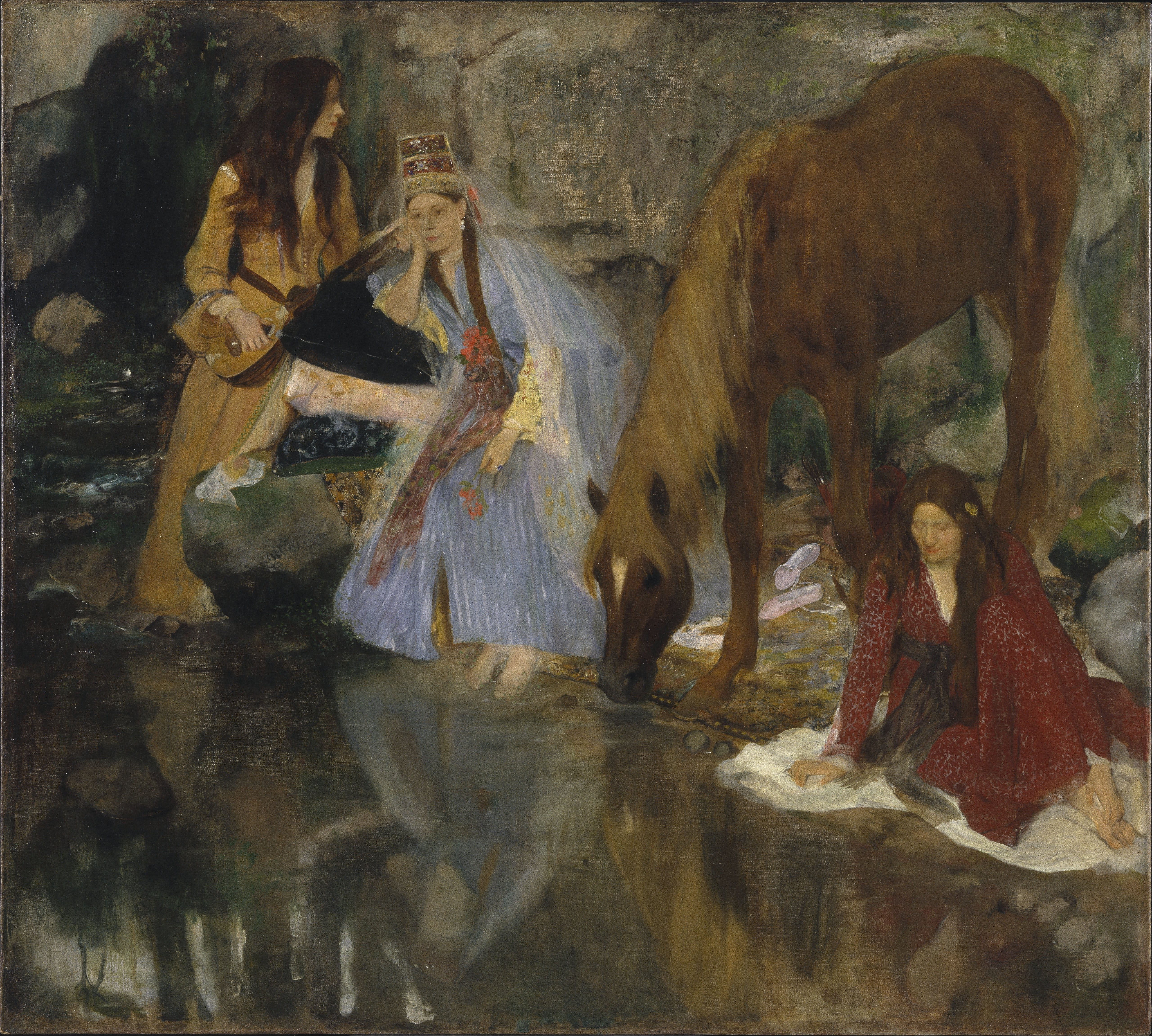
Degas, Portrait de Mlle Fiocre dans le ballet « La Source » (Brooklyn Museum, 1867-1868)
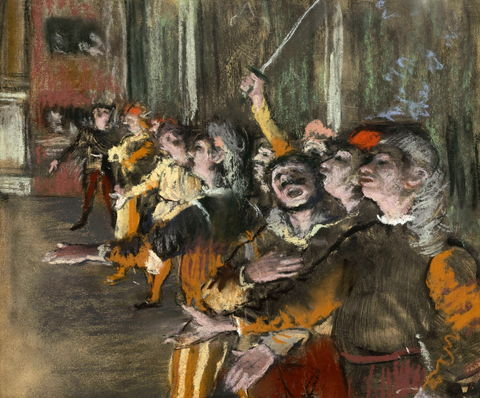
Degas, Les Choristes (musée d'Orsay, 1877)
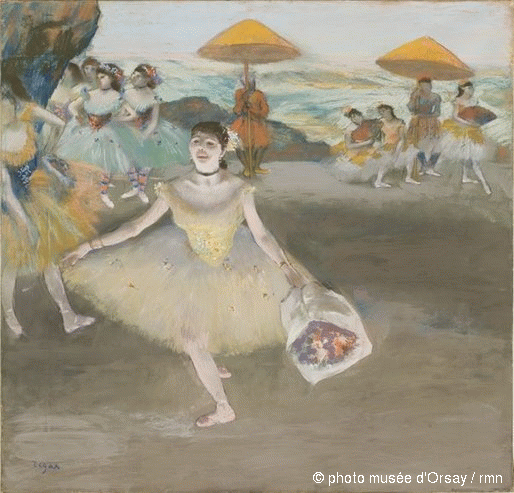
Degas, Danseuse au bouquet, saluant sur la scène (musée d'Orsay, 1878)
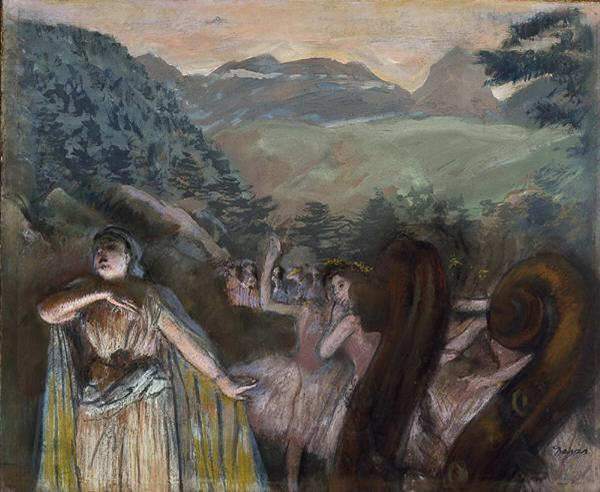
Degas, Aria après le ballet (Musée d'art de Dallas, 1879)

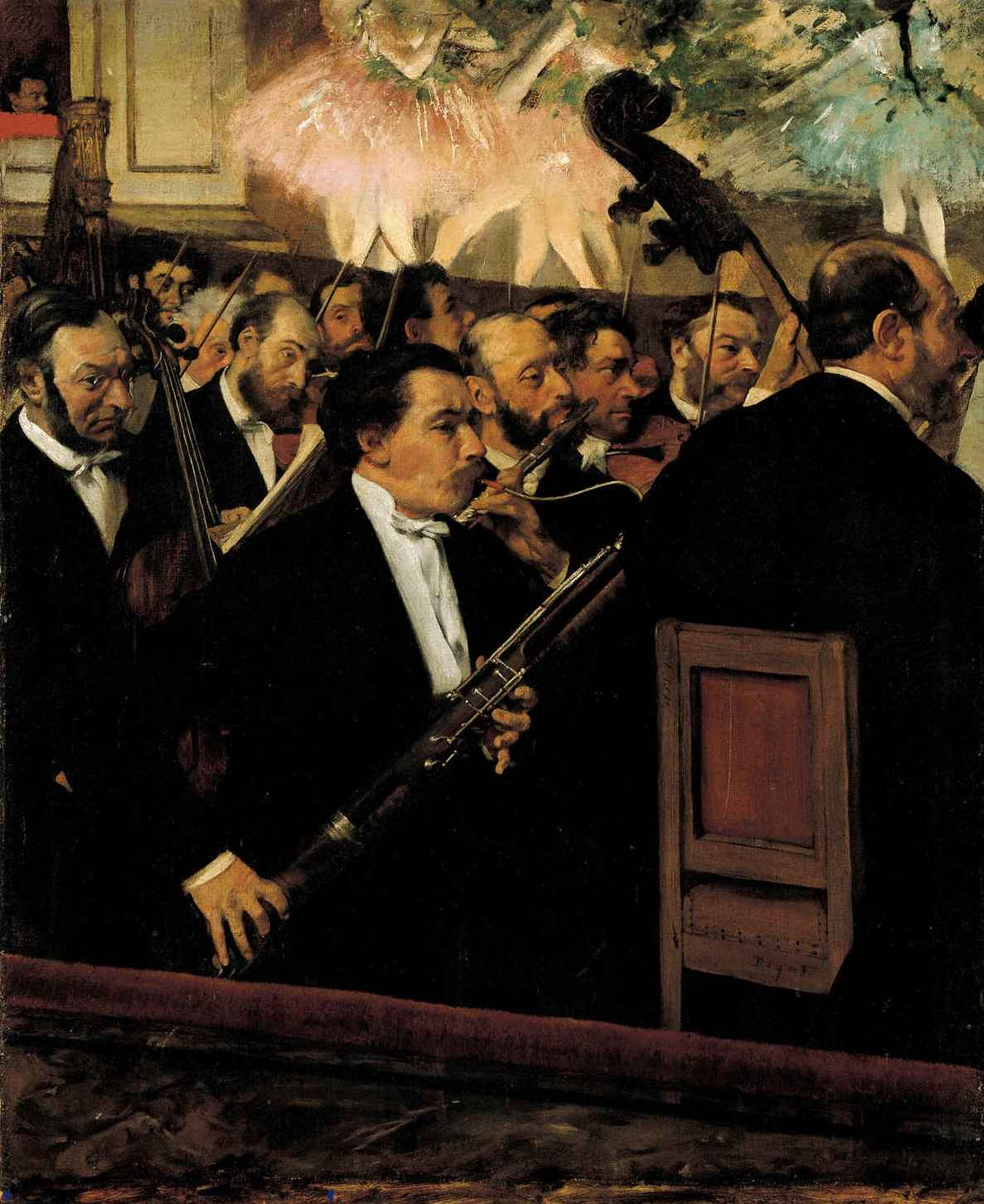
Degas, L'Orchestre de l'Opéra (musée d'Orsay, 1870)
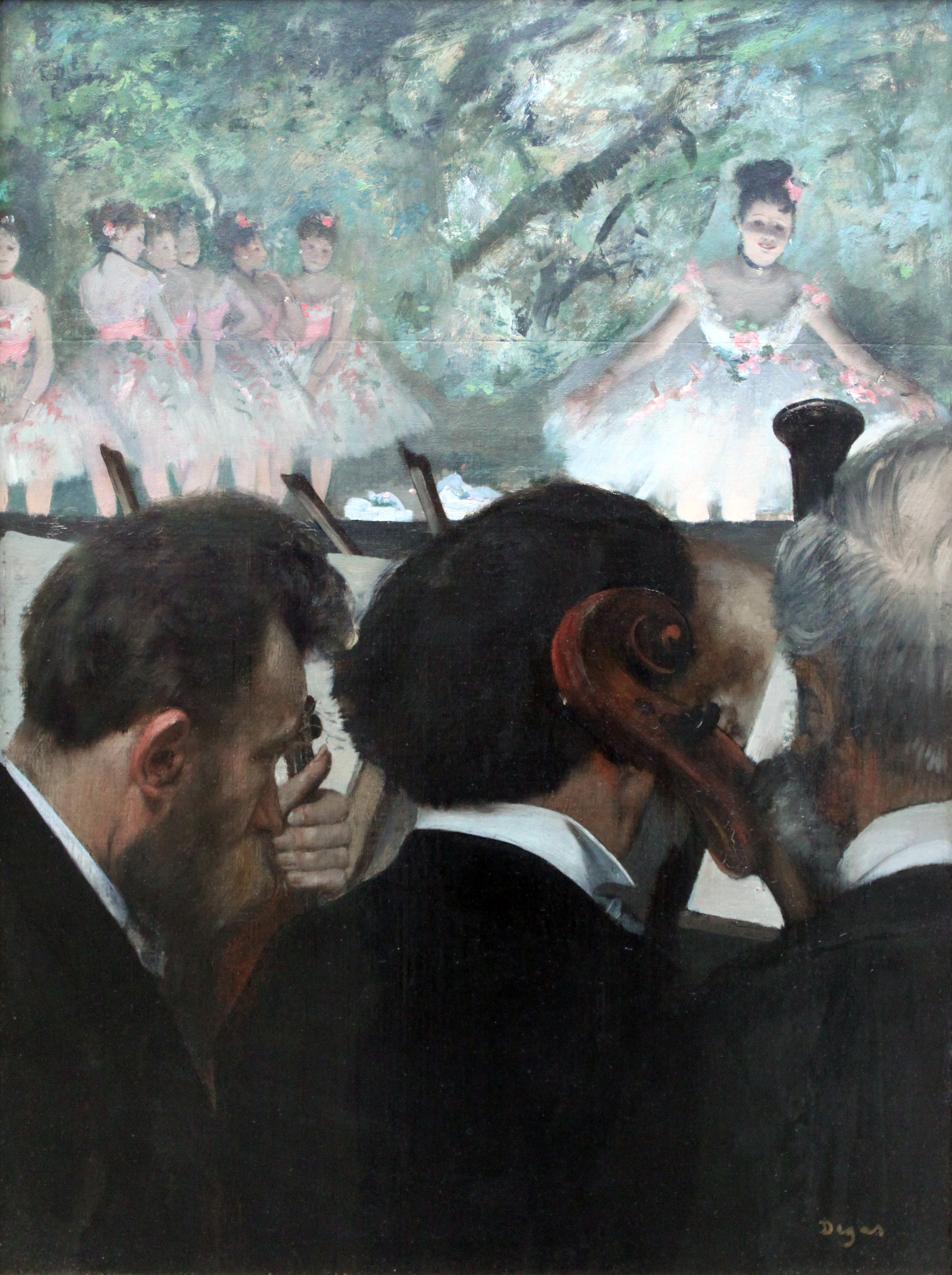
Degas, Musiciens à l'orchestre (musée Städel, 1872)
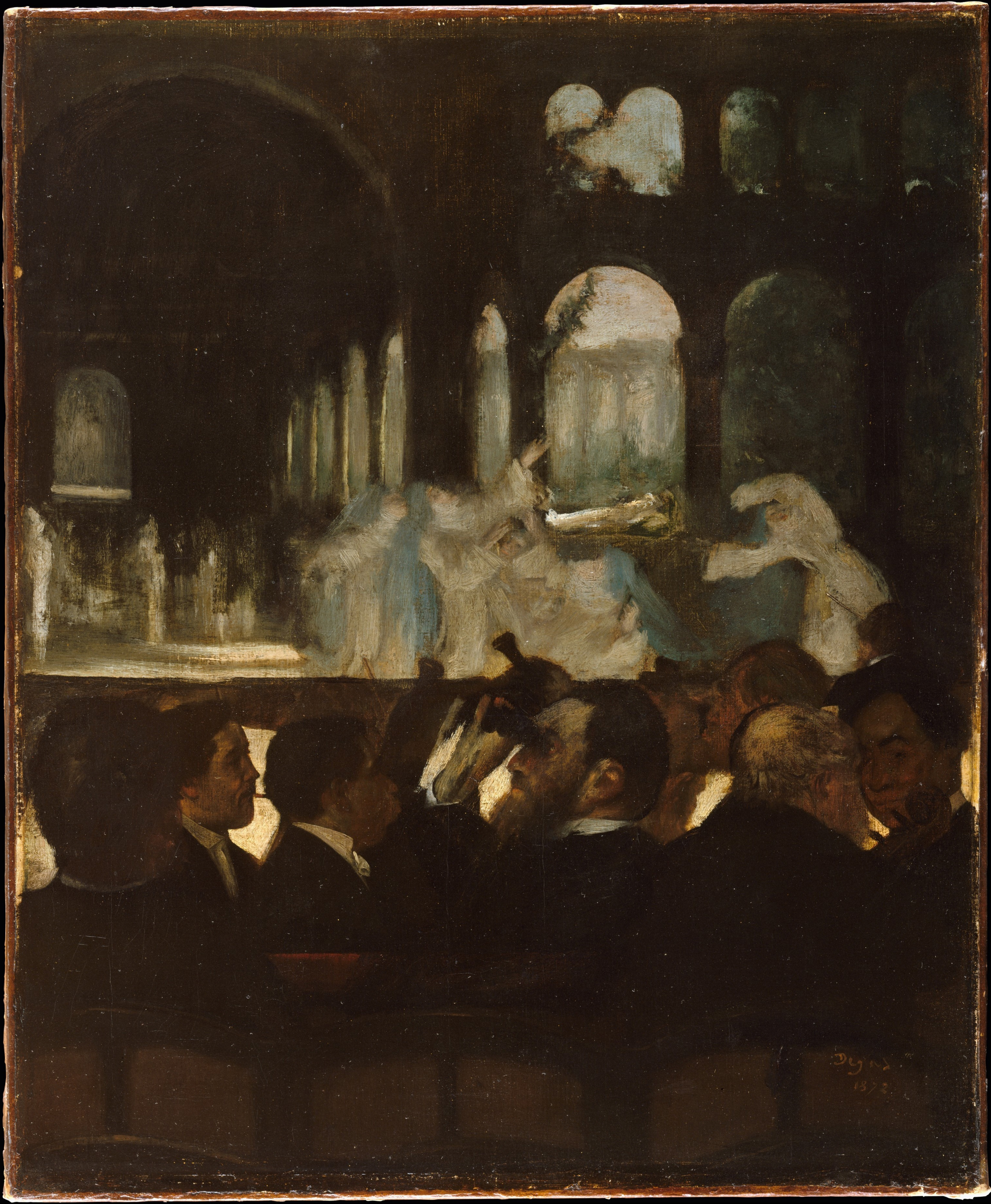
Degas, Le Ballet de « Robert le Diable » (1871) (Metropolitan Museum of Art)
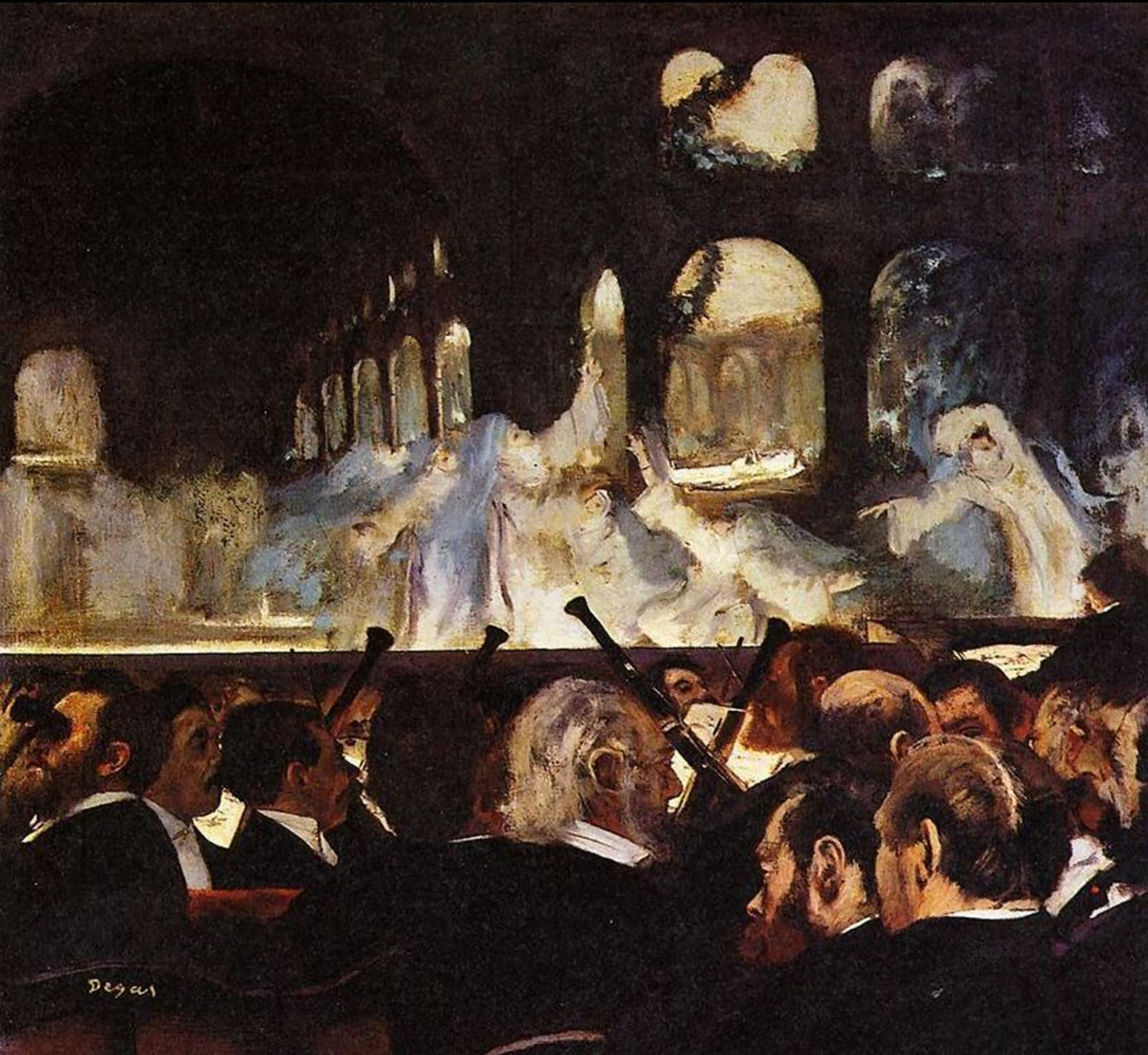
Degas, Le Ballet de « Robert le Diable » (1876) (Victoria and Albert Museum, 1876)
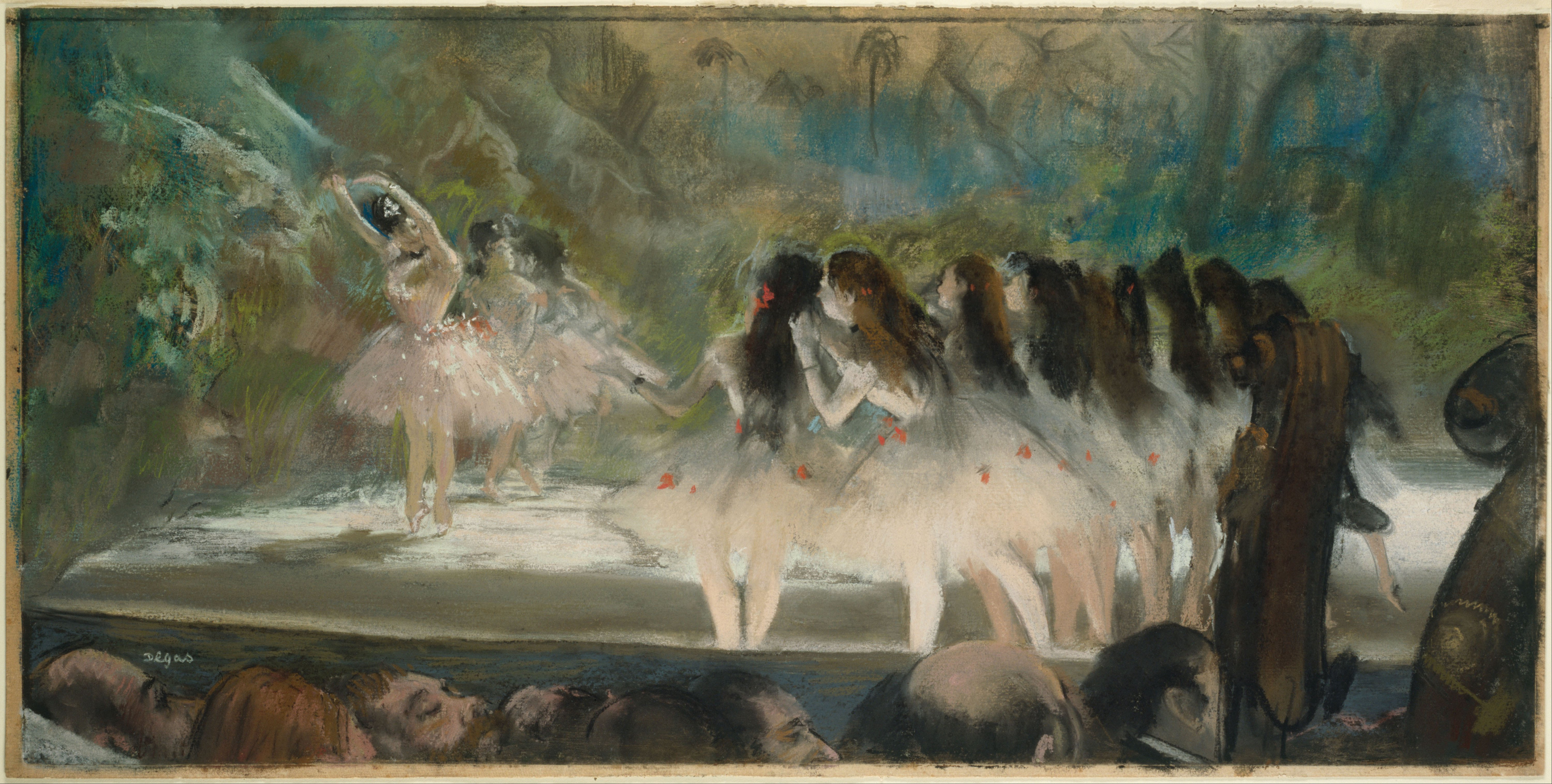
Degas, Ballet à l'Opéra de Paris (Art Institute of Chicago, 1877)